# Scarus tricolor
Scarus tricolor là một loài cá biển thuộc chi Scarus trong họ Cá mó. Loài này được mô tả lần đầu tiên vào năm 1847.

## Từ nguyên
Từ định danh của loài được ghép bởi hai từ trong tiếng Latinh: tri ("ba") và color ("màu sắc"), hàm ý có lẽ đề cập đến ba màu sắc nổi bật trên cơ thể của cá cái: xanh lam ở bụng và thân dưới; đỏ cam ở vây hậu môn và vây đuôi; đầu và phần thân còn lại màu đen.

## Phạm vi phân bố và môi trường sống
S. tricolor được ghi nhận dọc theo bờ biển Đông Phi trải dài đến Nam Phi, bao gồm Madagascar và hầu hết các đảo quốc trên Ấn Độ Dương; từ biển Andaman, loài này được ghi nhận ở nhiều vùng biển các nước Đông Nam Á hải đảo (bao gồm cả quần đảo Trường Sa) và khu vực Tam giác San Hô, trải dài về phía đông đến nhiều đảo quốc và quần đảo thuộc châu Đại Dương, xa nhất là đến quần đảo Pitcairn.
Môi trường sống của S. tricolor là các rạn san hô viền bờ và rạn san hô trong các đầm phá, đặc biệt là những khu vực mà san hô phát triển phong phú, độ sâu được tìm thấy trong khoảng từ 10 đến 40 m.

## Mô tả
S. tricolor có chiều dài cơ thể tối đa được biết đến là 40 cm. Cá đực có màu xanh lục lam; vảy có các vạch màu hồng. Băng qua mắt có các vệt sọc màu xanh lục, thường dài hơn so với nhiều loài cá mó khác. Hai thùy đuôi rất dài, tạo thành hình lưỡi liềm ở vây đuôi giống với Scarus forsteni. Kiểu hình của hai loài này cũng khá giống nhau, đặc biệt là kiểu màu của vùng đầu và lưng trước (sẫm hơn so với toàn bộ phần thân còn lại), nhưng S. forsteni không có đốm màu vàng ở gốc vây ngực như S. tricolor. Cá cái màu xám sẫm, gần như là màu đen; vảy trên thân ánh màu xanh lam ở thân dưới và bụng. Vây hậu môn và vây đuôi màu cam đến đỏ.
Số gai vây lưng: 9; Số tia vây ở vây lưng: 10; Số gai vây hậu môn: 3; Số tia vây ở vây hậu môn: 9; Số tia vây ở vây ngực: 14–15.

## Sinh thái học
Thức ăn của S. tricolor chủ yếu là tảo. S. tricolor thường sống đơn độc, có khi hợp thành từng nhóm nhỏ. S. tricolor được đánh bắt để làm thực phẩm.